# 피에로 그로스
피에로 그로스(이탈리아어: Piero Gros, 1954년 10월 30일~)는 이탈리아의 은퇴한 알파인 스키 선수로 1976년 동계 올림픽 회전 종목에서 금메달을 획득했다.

## 경력
토리노현 사우체둘크스에서 태어난 그로스는 어릴 때부터 스키를 배웠다. 1972년 12월 18세의 나이로 이탈리아 국가대표로 월드컵에 처음으로 출전했다. 1974년 장크트모리츠에서 열린 1974년 세계 선수권 대회 대회전 종목에서 동메달을 획득했다.
1976년에는 인스브루크에서 열린 1976년 동계 올림픽에 참가하여 회전 종목에서 대표팀 동료인 구스타프 퇴니를 누르고 금메달을 획득했다. 이후 1978년 세계 선수권 대회에 참가하여 회전 종목에서 은메달을 획득했다.
1982 시즌 이후 27세의 나이로 국가대표에서 은퇴했다. 이후 1985년부터 1990년까지 고향인 사우체둘크스의 기초자치단체장을 역임했으며, 스키 용품 전문점을 운영했다. 1996년에는 스위스로 건너가 스위스 이탈리아어 라디오텔레비전 방송사에서 스키 종목 해설가로 활동했다. 2006년에는 자국에서 열린 2006년 동계 올림픽 개막식에서 성화 점화 직전 마지막 성화 봉송 주자를 맡았다.
아들인 조르조도 알파인 스키 선수로 활동했다.